# Comando Geral de Maynas
O Comando Geral de Maynas foi uma divisão territorial do Império Espanhol no Vice-Reino do Peru, criado por uma Cédula Real em 15 de julho de 1802.
Por meio de uma cédula real, o Governo de Maynas e o Governo de Quijos (exceto o povo de Papallacta), que pertenciam ao território da Presidência de Quito no Vice-Reino de Nova Granada até a divisória de águas da cordilheira Oriental dos Andes, foram transferidos para o Vice-Reino do Peru. A estes governos foram acrescentados os povos de Lamas e de Moyobamba já pertencentes ao Vice-Reino do Peru, segregados do Partido de Chachapoyas na Intendência de Trujillo e do Bispado de Trujillo, juntamente com a cidade de Santiago das Montanhas segregada do Governo de Jaén de Bracamoros e do Bispado de Trujillo. Ao mesmo tempo foi criado o Bispado de Maynas com igual extensão que o comando geral, solicitando depois o rei ao papa sua eleição e nomeação de frei Hipólito Sánchez Rangel como bispo. O bispado foi criado com base nos territórios dos bispados de Quito e Trujillo e do Arcebispado de Lima.
Abrangia os atuais departamentos peruanos do Amazonas, San Martín, La Libertad e Loreto.
Esta região, cujo governador dependia diretamente do vice-rei do Peru, recebeu um tratamento especial por razões geopolíticas e militares, tanto assim que o vice-rei Gabriel de Avilés e do Fierro, Marquês de Avilés (1801-1806) mandou estabelecer guarnições em diferentes pontos de seu imenso território e sobretudo nos limites com o Estado do Brasil, dado que a tendência da então enorme colônia portuguesa havia sido a de aumentar sua extensão, Por isso, tornou-se indispensável que essas guarnições fossem formadas por tropas veteranas.

## Antecedentes
A área fez parte do Vice-Reino do Peru desde sua criação até a primeira eleição do Vice-Reino de Nova Granada em 1717, retornando ao Peru ao suprimir este em 1723. A partir da segunda eleição do Vice-Reino de Nova Granada em 1739 o território integrou esse vice-reinado. Foi doutrinado pelos jesuítas, que criaram ali reduções, até sua expulsão em 1768 por causa da Pragmática Sanção de 1767. O território caiu em um quase total abandono, dadas as dificuldades de acesso, o que fez temer à Coroa sua perda. O rei encarregou o antigo governador de Maynas, Francisco Requena, de fazer um relatório sobre a situação de Maynas. Requena informou que as autoridades civis e eclesiásticas de Quito e Bogotá estavam em situação de não poder ocupar-se da região, pelo que sugeriu que esta fosse reintegrada ao Vice-Reino do Peru junto com o Governo de Quijos e outras áreas, e que se estabelecesse um bispado de missões ali.

## Cédula Real de 1802
Tendo em conta o relatório de Requena, o rei decidiu em 15 de julho de 1802 criar o Bispado e o Comando Geral de Maynas. Do conteúdo da cédula de 1802 deduz-se claramente que seu objetivo principal era deter o avanço estrangeiro nos territórios da coroa espanhola.
As principais razões e circunstâncias que obrigaram a coroa espanhola a proferi-la foram as seguintes:
- A política expansionista dos portugueses e paulistas na bacia amazônica, que avançou sobre os territórios da coroa espanhola, o que resultou na disputa com os missionários jesuítas de Quito. Devido aos avanços dos bandeirantes paulistas, a Espanha preocupou-se em delimitar as suas fronteiras com Portugal. Em outubro de 1777 foi assinado o Tratado de Santo Ildefonso, reconhecendo os rios Marañón, Yapurá e Yavari como portadores da fronteira com Portugal, ficando alguns sectores sem a delimitação exacta, Foram enviadas expedições à floresta amazônica para que a delimitação se fizesse com base no conhecimento da realidade geográfica. Por Espanha foi enviado a Francisco Requena, que por não se entender com a comissão de Portugal, depois de permanecer nove anos, deixou sem solução os pontos a demarcar-se.
- O abandono das missões sustentadas pelos jesuítas, devido à expulsão em 1767 das colônias da Espanha na América.
- Permanência de Requena em Lima com aspirações a ser nomeado vice-rei do Peru e seu desejo de que Maynas faça parte do Vice-Reino do Peru segundo seu relatório ao rei da Espanha, beneficiando as congregações religiosas do Colégio de Ocopa, que estavam colonizando a Região Oriental do Alto Ucayali, precisamente naquela região onde estavam antes as missões jesuítas de Quito que expulsou a Espanha.

A Cédula Real de 1802 diz:
O cumprimento efetivo da Cédula Real de 1802 tem sido motivo de disputas posteriores entre os governos do Peru e do Equador. O Peru alegou que a ordem foi recebida pelo presidente da Real Audiência de Quito, Barão de Carondelet, que mandou cumpri-la aos governadores de Maynas e Quijos em 20 de fevereiro de 1803.
Constando também que em dezembro de 1803 o vice-rei de Nova Granada, Pedro Mendinueta, na Memória a seu sucessor, António Amar e Bourbon, afirma tê-la obedecido.
Mendinueta dirigiu-se ao vice-rei do Peru em 1803:
O Equador alegou que a ordem nunca teve cumprimento efetivo, apesar de ter sido obedecida. Em 7 de fevereiro de 1804 o presidente de Quito escreveu ao vice-rei do Peru:
O Peru alegou que os limites territoriais das novas repúblicas americanas deveriam ser estabelecidos com base no uti possidetis de 1810.
Em 13 de maio de 1813 foi emitida uma Real Ordem mandando estabelecer uma distribuição de partidos judiciais nas províncias da América, estando Maynas incluída na lista de partidos e juízes do Vice-Reino do Peru apresentada em 31 de julho de 1814.

## Eleição do Bispado
Uma vez obtida a aprovação papal em 28 de maio de 1803, o rei ditou outra Real Cédula para efetivar a eleição do Bispado de Maynas e a tomada de posse por parte do bispo Sánchez Rangel, mencionando detalhadamente a compreensão do bispado:
Em 28 de maio de 1809 o bispo inaugurou seu bispado.
Em uma carta ao prefeito de Trujillo em 1814, Sánchez Rangel descreveu a compreensão do bispado e comando:

## Pedido de supressão do bispado
Em 21 de setembro de 1811, Sánchez Rangel pediu por carta ao rei a supressão do bispado. O bispo não estava de acordo com a extensão do bispado e estava em inimizade com o governador e com os franciscanos de Ocopa. O Conselho das Índias abriu um processo e procedeu a consultas. Em 28 de setembro de 1812, o Conselho de Regencia de Espanha e Índias pediu o "Dossiê sobre a ereção do Bispado de Maynas e as Cédulas que foram emitidas em 1805 sobre os limites".
Em 13 de setembro de 1813 foi proferida uma Cédula Real, que diz em seu primeiro artigo que manda a entregar ao Ordinário as novas Reduções e Doutrinas que tivessem mais de 10 anos de antiguidade, enquanto se refugiando em eclesiásticos seculares, conforme as Leis do Patronato. Em 26 de setembro de 1813, o bispo Sánchez Rangel comunicou ao Ministro do Ultramar que só assistiam os religiosos de Quito em Maynas e disse: é força, pois, se se trata de fazer justiça que me coloque em outro Bispado que seja menos penoso.
Em 1 de maio de 1814 o censo executado por Sánchez Rangel diz: em 58 Povos dos anos 90 de que se compunha aquela Diocese não haverá mais que 8 sacerdotes assistentes, que 3 existiam nos extremos do Bispado: 3 em pequenos rios: 1 no dilatado curso dos grandes rios Guallaga e Marañon; e nenhum no Napo, Putumayo, Ucayale e Pastaza: isto é 60 Povos sem Pároco e abandonadas quase todas as Missões. O mesmo bispo exclamava em 1813: Desde que saíram os jesuítas destas terras não houve quem se contraia a sua promoção espiritual nem temporal; todos se buscaram a si mesmos. Desta proposição que é absoluta e de uma eterna verdade tem-se seguido naturalmente o que estamos vendo e tocando com dor, que já não ficou coisa alguma do que aqueles pais estabeleceram e só há o que produz a mãe natureza.
O Conselho das Índias apresentou um relatório ao rei em 19 de junho de 1818, propondo a conservação do bispado e do comando geral.

## Pedido do presidente de Quito
Em 22 de dezembro de 1814, o presidente de Quito, Toribio Montes, pediu a criação de uma capitania-geral em Quito, pedindo que Maynas fosse incluída, criando-se outro expediente no Conselho das Índias para resolver sobre o pedido.
Em 7 de fevereiro de 1816 Montes relatou sobre as Missões de Maynas dizendo: "He Manifesto a V.E. em relatórios anteriores, que as Missões do Marañon se encontram em um atraso sensível, faltando-lhes o número completamente Ministros evangélicos (...)
Em vista do pedido, a Contabilidade Geral da Espanha apresentou um relatório em 23 de dezembro de 1816:
Com os relatórios da Contabilidade Geral e do Procurador, o Conselho das Índias concordou em 29 de abril de 1819 consultar o rei, propondo não aceitar o pedido de Montes.

## Missões
O bispo Sánchez Rangel assinalou em um relatório ao núncio papal em Madrid, de 17 de outubro de 1822, as missões e paróquias do bispado:

## Os governadores-gerais
O governador e comandante geral era nomeado pelo rei, podendo nomeá-lo interinamente o vice-rei. Tinha competência sobre as causas de justiça, polícia, fazenda e guerra.
O vice-rei do Peru nomeou interinamente em substituição do governador Diego Calvo, Tomás Costa em 7 de junho de 1809. Em 11 de outubro de 1809, o rei nomeou como governador Antonio Rafael Álvarez, efetivado em 21 de março de 1810. Em 18 de julho de 1813 tomou posse José Noriega, ficando interinamente Antonio Simón desde 21 de outubro de 1818. O vice-rei o substituiu por Carlos Herdoyza em 29 de maio de 1819. Para 1820 era o governador Manuel Fernández Álvarez.
O governo de Quijos continuou a ter um governador sob a autoridade do comandante geral e governador de Maynas

## A independência em Maynas
Depois da chegada ao Peru do general José de San Martín, o governador revolucionário de Trujillo, Marquês de Torre Tagle, oficiou o governador de Maynas, Manuel Fernández Álvarez, para que jurasse a independência, ameaçando-o com a suspensão do situado (subsídio econômico). Em dezembro de 1820 o governador se retirou com suas tropas de Moyobamba para o centro do governo, seguido pelo bispo em janeiro de 1821, devido à proximidade das forças patriotas em Chachapoyas. No final de fevereiro de 1821 se internaram em território português, situando-se em Tabatinga. Em 10 e 11 de abril de 1821 houve a invasão patriota de Moyobamba, de Chachapoyas, mas um dos invasores, o tenente José Matos, passou para os realistas e conseguiu o triunfo apoderando-se de armas e munições. O governador retornou a Moyobamba e logo empreendeu uma expedição contra Chachapoyas, sendo derrotado em 6 de junho na Batalha de Figos Hurcos por Matea Rimachi, arranjando-se um armistício em 20 de julho. No dia 17 de agosto o governador pediu o parecer a uma junta de guerra, que decidiu que as forças se refugiassem em Tabatinga, entregando a artilharia e munições ao comandante português. Então os patriotas juraram independência em Moyobamba e outros pontos de Maynas no dia 19 de agosto daquele ano. |titulo=Memoria del Perú en el arbitraje sobre sus límites con el Ecuador presentada á S.M. el real árbitro, Volumen 1. pp. 137. Autores: Mariano Harlan Cornejo, Felipe de Osma. Editor Hernández, 1905 |data= |acessodata= |publicado=}}</ref>
O Decreto Supremo de 26 de abril de 1822, assinado pelo Marquês de Torre Tagle, transformou o Comando Geral de Maynas no Departamento de Quijos com direito a eleger deputados. Em 1825 Maynas passou a integrar parte do Departamento da Liberdade.
Em 1822, o Governo da Colômbia enviou ao Peru Joaquín Mosquera para solicitar a restituição de Maynas. No dia 25 de julho de 1824 o Congresso da Grã-Colômbia ditou uma lei de divisão territorial pretendendo incluir na Província de Pichincha do Departamento de Quito o Cantão de Quijos, segundo os limites que tinha ao tempo de criação do Vice-Reino de Nova Granada. Pretendia incorporar também ao Departamento do Azuay a Província de Jaén de Bracamoros e Maynas. A recusa peruana em ceder os territórios desencadeou uma guerra entre os dois países, em castelhano, o facto é conhecido como a "Guerra grancolombo-peruana".
A partir da lei de 21 de novembro de 1832 Maynas foi integrada ao território do novo departamento peruano do Amazonas, do qual se separou em 1853, quando se cria um governo político em Loreto